# Saint-Avit (Charente)
Saint-Avit – miejscowość i gmina we Francji, w regionie Nowa Akwitania, w departamencie Charente. Nazwa miejscowości pochodzi od imienia św. Awita.
Według danych na rok 1990 gminę zamieszkiwały 194 osoby, a gęstość zaludnienia wynosiła 53 osób/km² (wśród 1467 gmin regionu Poitou-Charentes Saint-Avit plasuje się na 803. miejscu pod względem liczby ludności, natomiast pod względem powierzchni na miejscu 1116.).